# 林右藻
林右藻（？—？），一作佑藻，祖籍福建省泉州府同安縣，清代臺灣臺北士紳，曾參與1853年艋舺頂下郊拚事件，頂郊燒毀安溪人的艋舺祖師廟，攻擊同安人的大本營八甲莊，發起奇襲，右藻率同安人退至大稻埕。

## 簡介
祖籍福建同安縣，因在艋舺（今日臺北市萬華區）經商有成，成為下郊同安移民的領袖。
1853年艋舺頂下郊拚，頂郊的三邑人設局，焚毀安溪人信仰的艋舺清水祖師廟，越過沼澤，奇襲下郊的同安移民。同安方面無備，於是大敗，死傷無算，房舍皆遭焚毀
右藻率領眾人，退至大龍峒，但是遭到當地同安人的排擠，又往大稻埕。在大稻埕設「林復振」、「林復興」、「林復源」等商號，銳意經營，終於商業繁昌，氣象一新。
同治年間，林右藻出資團練，隨軍剿海盜李罔，凱旋後清廷賞六品頂戴。

## 家庭及關聯
子林望周，曾為臺北保良局局長。